# Fresnoy-au-Val
 Fresnoy-au-Val  es una comuna y población de Francia, en la región de Picardía, departamento de Somme, en el distrito de Amiens y cantón de Molliens-Dreuil.
Su población en el censo de 1999 era de 225 habitantes.
Está integrada en la Communauté de communes du Sud-Ouest Amiénois .

## Demografía
| 211 | 216 | 197 | 181 | 218 | 225 |
| Para los censos de 1962 a 1999 la población legal corresponde a la población sin duplicidades (Fuente: INSEE [Consultar]) |     |     |     |     |     |

- Datos: Q142784
- Multimedia: Fresnoy-au-Val / Q142784

1. ↑  Worldpostalcodes.org, código postal n.º 80290.
2. ↑  INSEE, Datos de población para el año 2012 de Fresnoy-au-Val (en francés).